# Дејвид Гелернтер
Дејвид Хилел Гелернтер (5. март 1955) је амерички информатичар, уметник и писац. Тренутно је професор информатике на Универзитету Jeјл . Бивши је национални сарадник у Америчком институту за предузетништво,старији сарадник на предмету Јеврејске мисли у Центру Салем и члан је Националне задужбине за уметност . Много објављује; његово дело се појавило у новинама The Wall Street Journal, New York Post, Los Angeles Times, Тhe Weekly Standard, Frankfuter Allgemeine Zeitung, као и на осталим местима. Његове слике су изложене у Њу Хејвену и на Менхетну.
Познат је по доприносу паралелном рачунању и по књигама о темама које се тичу рачунарског света ( Светови Огледала ) и ономе што види као разарајући утицај либералне академије на америчко друштво, израженој у његовој књизи Аmerica-Lite: How Imperial Academia Dismantled Our Culture (and Ushered in the Obamacratsису).
Тед Качиински му је 1993. године послао бомбу у пошти која га је замало убила и оставила са трајним инвалидитетом: изгубио је десну руку, а десно око му је било трајно оштећено.

## Живот и рад
Отац Дејвида Гелернтера, Херберт Гелернтер, био је професор информатике који је предавао на Универзитету Стони Брук. Он је стекао диплому основних и мастер студија из класичне хебрејске књижевности на Универзитету Јејл 1976. године, а докторат на Универзитету Стони Брук 1982. године.
Осамдесетих година дао је скромни допринос на пољу паралелног рачунања, посебно на моделу координације простора увлачења који је отелотворен у програмском систему Линда (назван по Линди Лавлејс, глумици у порно филму Дубоко грло, исмевајући допринос Ејди Лавлејс, научнице и прве признате рачунарске програмерке, у виду Ада програмског језика). Бил Џој наводи Линду као инспирацију за многе елементе JavaSpaces и Jini система.
Гелернтер је 24. јуна 1993. године тешко повређен када је отворио бомбу из поште коју је послао Тед Качински . Опоравио се од повреда, али десна рука и око су му трајно оштећени. То искуство је поделио у својој књизи Drawing Life: Surviving the Unabomber написаној 1997. године.
Помогао је у оснивању компаније Mirror Worlds Technologies која је 2001. године објавила софтвер Scopeware користећи идеје из његове књиге Светови Огледала из 1992. године. Гелернтер је веровао да рачунари могу ослободити кориснике службеничког посла тако што би сами компјутери организовли њихове податке. Компанија је најавила да ће „престати са радом 15. маја 2004. године“. Дана 23. маја 2013, повезана компанија Mirror Worlds plc. поднела је жалбу због повреде патента против Apple Inc, Best Buy Co. Inc, Dell Inc, Hewlett Packard Co, Lenovo (United States) Inc, Lenovo Group Ltd, Microsoft Corporation, Samsung Electronic USA Inc, Samsung TeleCommunications America, LLC пред Источним окружним судом у Тексасу (случај бр. 6: 2013цв00419). У августу 2016. године случај је одбачен с предрасудама.  Случај је разматрао Врховни суд Сједињених Држава, али је 24. јуна 2013. године одбијен захтев за ревизијом одлуке нижег суда .
Гелернтер је 2003. године постао члан Националног савета за уметност.
Гелернтер је критиковао оно што он међу студентима доживљава као културну неписменост. 2015. године коментарисао је: „Они [студенти] не знају ништа о уметности. О историји не знају ништа. О филозофији не знају ништа. Међутим, пошто нису одгајани чак ни као атеисти, они  не досотижу ниво атеиста, утолико што никада нису размишљали о постојању или непостојању Бога. Никад им није пало на памет. О Библији не знају ништа“.

### Политички погледи
Тime Magazine је Гелернтера профилисао 2016. године, описујући га као „тврдоглаво независног мислиоца. Конзервативац међу углавном либералним професорима Бршљен лиге, религиозни верник међу често неверним редовима информатичара “. У октобру 2016. написао је чланак у часопису The Wall Street Journal у ком је подржао Доналда Трампа за председника, назвавши Хилари Клинтон „лажном попут новчанице од три долара“ и рекавши да је Барак Обама „владао као трећеразредни тиранин”.
Такође је заговарао да се старосна граница за гласање у САД повиси на основу тога што 18-годишњаци нису довољно зрели.
Гелернтер даје допринос часописима као што су  City Journal, The Weekly Standard, и Commentary који се генерално сматрају неоконзервативним. Седам месеци је објављивао недељну колумну за LA Times.

### Контроверзни ставови о науци
The Washington Post  профилишући га почетком 2017. године као потенцијалног научног саветника Доналда Трампа, назвао га је „жестоким критичаром модерне академске заједнице“ који је „осудио „ратоборне левичаре“ и оптужио интелектуализам за распад патриотизма и традиционалних породичних вредности“. Убрзо након тога, The Atlantic je објавио побијање профила новина Washington Post, рекавши да је „тешко замислити толико обмањујуће опхођење“ „пионирског полимата" Гелернтера.
Дејвид Гелернтер „изразио је скептицизам према стварности“ антропогених климатских промена. У јулу 2019. Гелернтер је оспорио Дарвинове теорије. У прегледу књиге Стивена Мајера Дарвинова сумња, коју је написао за Claremont Review of Books, Гелернтер не прихвата еволуцију „онако како је представља Дарвин“  С друге стране, Гелернтер каже да „не може прихватити“ ни интелигентан дизајн, рекавши да би „као теорија мора да пређе дугачак пут“.

## Рецензије књиге
Гелернтерова књига Светови огледала (1991) „прорекла је успон интернета“. Бил Џој, оснивач и главни научник компаније Sun Microsystems, каже да је Гелернтер „један од најбриљантнијих и визионарских рачунарских научника нашег доба“.  Њујорк тајмс га је назвао „рок звездом“ компјутерске науке.
У књизи America-Lite: How Imperial Academia Dismantled Our Culture (and Ushered in the Obamacratsису) Гелернтер тврди да америчком високом образовању више није стало да даје добро свеопште образоване и културне студенте; академици уместо тога верују да је њихова улога да диктирају како други Американци живе и размишљају. Стивен Дејзли написао је у часопису Commentary да Гелернтер приказује Обамино председништво као симбол неуспеха америчког образовања и успеха замене либералним системом индоктринације. Као решење Гелернтер предлаже премештање целокупног људског знања на мрежне сервере тако да лично искуство на факултету може бити замењено самообразовањем по мери корисника. Дејзли је написао: „America-Lite је лагана, продорна, уверљива, дивно несебична и одудара од конвенција из литературе која се тиче образовања, искрена. То је фино сецирање - деконструкција, да тако кажем - корупције високог образовања и последичног срозавања политичке културе. Ако се пробије до једне листе за читање на факултету Пакао ће се смрзнути.”
Расел Џакоби био је критичан у свом осврту на Гелернтерову књигу America-Lite, осећајући да она садржи недовољно аргумената. Џакоби је тврдио да је Гелернтер кривио Јевреје за проузроковање слома патриотизма и традиционалне породице, пишући „Гелернтер је Јеврејин и није вероватно да би Не-Јеврејин лакомислено тврдио да су непријатни левичарски Јевреји преузели елитно високо образовање“.

## Одабрани радови

### Књиге
- With David Padua and Alexandru Nicolau. Languages and Compilers for Parallel Computing. Hardcover ed. Mass. Instit. of Tech. Pr., 1990.
- With Suresh Jagannathan. Programming Linguistics. Hardcover ed. Mass. Instit. of Tech., 1990.
- With Nicholas Carriero. How to Write Parallel Programs: A first course. Hardcover ed. Mass. Instit. of Tech. Pr., 1990.
- Mirror Worlds: or the Day Software Puts the Universe in a Shoebox...How It Will Happen and What It Will Mean. 1st ed. Oxford Univ. Pr., 1992.
- The Muse in the Machine: Computerizing the Poetry of Human Thought. Hardcover ed. MacMillan, Inc., 1994.
- 1939: the Lost World of the Fair. Paperback ed. HarperCollins Pub., 1996.
- Drawing Life: Surviving the Unabomber. Hardcover ed. Simon & Schuster Adult Pub. Group, 1997.
- The Aesthetics of Computing. Paperback ed. Phoenix (Orion Books Ltd, UK), 1998.
- Machine Beauty: Elegance and the Heart of Technology. Paperback ed. Perseus Pub., 1998.
- Americanism: The Fourth Great Western Religion. Hardcover ed. Doubleday., 2007.
- Judaism: A Way of Being. Yale University Press, 2009.
- America-Lite: How Imperial Academia Dismantled Our Culture (and Ushered in the Obamacrats). ISBN 978-1594036064.. Encounter Books, 2012,
- The Tides of Mind: Uncovering the Spectrum of Consciousness. Liveright, 2016./W.W. Norton.

### Чланци
- "Three programming systems and a computational 'model of everything'". in Peter J. Denning, ed., ACM's new Visions-of-computing Anthology, 2001.
- "Twentieth Century Machines". in R. Stolley, ed., Life Century of Change (2000).
- "Computers and the pursuit of happiness". Commentary, Dec. 2000.
- "Now that the PC is dead...,". The Wall Street Journal millennium issue, 2000.
- „"Americanism – & Its Enemies"”. Архивирано из оригинала 09. 11. 2020. г. Приступљено 09. 11. 2020., July–August 2004.
- "The Inside-Out Web". Forbes, April 2007.
- "Machines That Will Think and Feel: Artificial intelligence is still in its infancy—and that should scare us", Wall Street Journal, March 18, 2016.
- „"Giving up Darwin"”. Архивирано из оригинала 02. 12. 2019. г. Приступљено 09. 11. 2020.. in Claremont Review of Books, „Volume XIX, Number 2, Spring 2019”. Архивирано из оригинала 29. 07. 2019. г. Приступљено 09. 11. 2020.